# 黃原昌
黃原昌，福建建宁縣人，明朝政治人物、進士出身。

## 生平
永樂十二年（1414年）甲午科福建鄉試舉人。永樂十三年，聯捷進士，擔任戶部員外郎。